# Hunter Armstrong
Joseph Hunter Armstrong, född 24 januari 2001, är en amerikansk simmare.

## Karriär

### Amerikanska OS-uttagningarna 2020
Vid de amerikanska OS-uttagningarna i simning 2020 slutade Armstrong tvåa på 100 meter ryggsim och kvalificerade sig för olympiska sommarspelen 2020 i Tokyo. I försöksheatet på 100 meter frisim simmade han på tiden 49,31 och slutade på totalt 19:e plats.

### Olympiska sommarspelen 2020
På 100 meter ryggsim slutade Armstrong på 15:e plats i försöksheatet med tiden 53,77 och gick vidare till semifinal. I semifinalen slutade han på 9:e plats med tiden 53,21 och var endast en hundradel från en finalplats.
I försöksheatet på 4×100 meter medley simmade Armstrong ryggsimssträckan då USA slutade på 7:e plats och kvalificerade sig för finalen. Övriga i laget under försöksheatet var Andrew Wilson, Tom Shields och Blake Pieroni. I finalen bytte USA ut samtliga simmare och tog guld, vilket innebar ett guld för Armstrong då även simmarna från försöksheatet fick motta en guldmedalj.

### 2022–2023
Den 18 juni 2022 vid VM i Budapest erhöll Armstrong ett guld efter att simmat försöksheatet på 4×100 meter frisim där USA sedermera tog guld. Två dagar senare tog Armstrong brons på 100 meter ryggsim, vilket var hans första individuella mästerskapsmedalj. Dagen därpå tog Armstrong mästerskapets tredje medalj – ett guld – då han var en del av USA:s kapplag som vann 4×100 meter mixad medley. Armstrong avslutade sedan mästerskapet med att ta silver på 50 meter ryggsim samt erhålla ytterligare ett silver efter att ha simmat försöksheatet på 4×100 meter medley.
I juli 2023 vid VM i Fukuoka tog Armstrong guld på 50 meter ryggsim och brons på 100 meter ryggsim samt var en del av USA:s kapplag som tog guld och noterade ett nytt mästerskapsrekord på 4×100 meter medley.

### 2024–
I februari 2024 vid VM i Doha tog Armstrong guld på 100 meter ryggsim och silver på 50 meter ryggsim. Han var även en del av USA:s kapplag som tog guld på både 4×100 meter medley och 4×100 meter mixad medley samt brons på både 4×200 meter frisim och 4×100 meter mixad frisim. Armstrong erhöll även ett brons efter att ha simmat försöksheatet på 4×100 meter frisim där USA sedermera tog medalj i finalen.